# Limnophila crassifolia
Limnophila crassifolia är en grobladsväxtart som beskrevs av Philcox. Limnophila crassifolia ingår i släktet Limnophila och familjen grobladsväxter. Inga underarter finns listade i Catalogue of Life.